# Używane samochody
Używane samochody (ang. Used Cars) – amerykański film komediowy z 1980 roku.

## Treść
Roy i Luke Fuchsowie (w obu rolach Jack Warden) są braćmi bliźniakami. Obaj prowadzą salony z używanymi samochodami, które znajdują się po przeciwnej stronie jednej ulicy. Rywalizacja i konkurencja powodują ciągłe wzajemne konflikty. Spokojny i zrównoważony Luke różni się od bezwzględnego brata, który chce przejąć cały rodzinny majątek i nie cofa się przed niczym by dopiąć celu.

## Obsada
- Jack Warden – Roy L. Fuchs / Luke Fuchs
- Kurt Russell – Rudy Russo
- Gerritt Graham – Jeff
- Frank McRae – Jim
- Deborah Harmon – Barbara Fuchs
- Joe Flaherty – Sam Slaton
- David L. Lander – Freddie Paris
- Michael McKean – Eddie Winslow
- Michael Talbott – Mickey
- Harry Northup – Carmine